# Лепахе Баррето, Октавио
Окта́вио Лепа́хе Барре́то (исп. Octavio Lepage Barreto; 24 ноября 1923, Санта-Роса, штат Ансоатеги — 6 января 2017, Каракас) — венесуэльский государственный деятель, временный президент Венесуэлы в 1983 году.

## Биография
Был членом молодёжного движения партии «Демократическое действие» (ДД) в Центральном университете Венесуэлы. В 1945 году был избран секретарём комитета ДД Каракаса. В 1947 году окончил юридический факультет университета.
В 1948 году избрался депутатом Национального конгресса от штата Ансоатеги. В ноябре того же года был избран генеральным секретарем ДД. Но военный переворот во главе с Карлосом Дельгадо Чальбо и свержение президента Ромуло Гальегоса помешало ему вступить в должность.
С января 1949 по июль 1950 года в подполье (в сентябре генеральным секретарём ДД был избран один из основателей партии Леонардо Руис Пинеда, а О. Лепахе стал членом секретариата партии). В июле 1950 года арестован службой Национальной безопасности и заключён в тюрьму в Сан-Хуан-де-лос-Моррос. После освобождения в июле 1954 года выслан из страны и работал в изгнании в качестве члена комитета ДД по координации внешних связей.
После восстановления демократии в стране и возвращения на родину в 1958 году сразу вновь был избран депутатом Национального конгресса от штата Ансоатеги. В 1964 году был назначен послом Венесуэлы в Бельгии. Работал на этом посту до 1965 года, когда вернулся на родину и был избран генеральным секретарем ДД. 
На выборах 1973 года стал сенатором от штата Миранда. В 1975 году президент Карлос Андрес Перес назначил его министром внутренних дел (позже О. Лепахе вторично занимал этот пост уже при президенте  Хайме Лусинчи в 1984—1989 годах).
Перед президентскими выборами в Венесуэле в 1988 году политик претендовал на собственное выдвижение от ДД и поддерживался действующим президентом Хайме Лусинчи, однако проиграл на первичных выборах бывшему президенту Карлосу Андресу Пересу, который и был повторно избран президентом Венесуэлы.
21 мая 1993 года Верховный суд страны приостановил полномочия Карлоса Андреса Переса в качестве президента Республики в связи с обвинениями в коррупции. О. Лепахе, как председатель Сената страны, был приведён к присяге в качестве президента Республики на временной основе. Занимал этот пост до 5 июня, когда Конгресс избрал новым президентом писателя и журналиста Рамон Хосе Веласкеса.
После ухода из общественной и политической жизни в том же 1993 году занялся экспертной деятельностью для СМИ и написанием книг.
Умер 6 января 2017 года в возрасте 93 лет естественной смертью.